# (464229) 2015 BN320
(464229) 2015 BN320 es un asteroide perteneciente al cinturón de asteroides, descubierto el 23 de agosto de 2007 por el equipo Spacewatch desde el Observatorio Nacional de Kitt Peak (Arizona, Estados Unidos).